# Osteopatia (terapia)
Ten artykuł opisuje teorie, metody lub czynności niezgodne ze współczesną wiedzą medyczną.
Osteopatia jest pseudonaukową metodą terapeutyczną, współcześnie zaliczaną do terapii paramedycyny, która bazuje na metodach uścisku lub dotyku tkanek mięśniowych lub pośrednio kości, zwłaszcza kręgosłupa, osoby podawanej terapii, przy użyciu dłoni osteopaty. W swojej pierwotnej wersji osteopatia była wyłącznie metodą fizjoterapeutyczną, przeznaczoną dla lekarzy, stosowaną do wąskiej grupy ściśle określonych stanów, jak np. w urazach powypadkowych, zdiagnozowanych metodami medycznymi.
Podstawy terapeutyczne osteopatii, w pierwotnej wersji, bazowały na poprawie przepływu krwi w organicznie poprzez manualne manipulowanie kręgosłupem. Pierwotna zasady osteopatii zabraniały stosowania używek i wymagały zaprzestania przyjmowania leków, co  wynikało z poglądu o zdolności organizmu ludzkiego do autoregulacji procesów życiowych. Obecnie, zasady osteopatii rozszerzone są o bezinwazyjne metody diagnostyczne o niesprawdzonej skuteczności oraz pogląd o nieograniczonej zdolności do samoleczenia. Osteopatia traktowana jest współczesne jako metoda niemedyczna. Nazwa osteopatii, mimo jej powstania w drugiej połowie XIX wieku, odnosi się do starogreckich słów ὀστέον (ostéon) czyli kość i πάθος (páthos) oznaczające cierpienie.

## Historia
Za twórcę osteopatii uznaje się Andrew Taylora Stilla, amerykańskiego lekarza, chirurga, praktykującego w niewielkiej wsi niedaleko Baldwin City w stanie Kansas (USA), który w latach 1864–1874 roku pracował nad alternatywną metodą uzdrawiania. Powodem opracowania alternatywnej metody terapeutycznej, uzupełniającej w stosunku do konwencjonalnych metod diagnostycznych, była postępująca, śmiertelna choroba trzech córek i żony. Pomimo lekoterapii Still obserwował u swoich dzieci postępujące pogorszenie stanu zdrowia na skutek zapalenia opon mózgowo-rdzeniowych. Swoją motywację oraz wpływ osobistej tragedii na opracowany przez siebie system terapeutyczny wskazuje Still w swojej autobiografii, opublikowanej w 1897 roku.
Z chwilą rozpoczęcia praktyki osteopatycznej, w 1874, Still ogłosił podstawową zasadę osteopatii, że ciało zawiera w sobie substancje lecznicze i środki do walki w chorobami. Wydarzenie to miało miejsce kilkanaście lat przed odkryciem przeciwciał i podstaw immunologii przez Emila Behring i Kitasato Shibasaburo, które to odkrycie potwierdziło tezę Stilla. Istnienie w ciele ludzkim substancji leczniczych Still uznał za podstawowy element zdolności wszystkich organizmów żywych do autoregulacji procesów życiowych. Jako stan chorobowy, wg tej teorii, został uznany stan, w którym owe substancje nie mogą być przemieszczane po całym organizmie. W związku z tym za istotę nowej alternatywnej terapii Still przyjął konieczność odblokowania krążenia krwi, tak by naturalne substancje lecznicze mogły być swobodnie dostarczane do tkanek ciała. Pogląd o autoregulacji procesów życiowych, w którym organizm dąży do stanu normalnego, to jest zdrowego, był już znany wcześniej i rozpowszechnił się na początku XIX wieku, to jest przed rozpoczęciem działalności przez Stilla. W przypadku osteopatii, jej twórca wyróżnia jednak określoną grupę przypadków, wyraźne jest umożliwienie organizmowi zastosowanie walki z dolegliwością, poprzez zastosowanie zabiegów osteoplastycznych. Still swoje wnioski opiera na swoich doświadczeniach z czasów wojny secesyjnej, gdy operował i uczestniczył w rehabilitacji rannych żołnierzy. 
W kolejnych latach, Still eksperymentował z metodami manualnymi, rozszerzając założenia osteoterapii o założenia holistyczne. Założenia te wskazywały, że podstawą stanu zdrowia jest harmonia całego organizmu, więc dolegliwości jednego organu mogą być spowodowane wadliwym funkcjonowaniem innego, niezwiązanego organu. Funkcjonowanie organizmu jest więc ściśle związane zarówno z jego budową, zachodzącymi w nim procesami i zmianami, również uwidaczniające się jako zmiany w psychice. Nowe podejście eliminowało konieczność diagnozy chorych i niemal całkowicie negowało medycynę akademicką. Rozszerzone zasady terapii zostały opublikowane w 1892 roku w książce "The Philosophy and Mechanical Principles of Osteopathy". 20 maja 1892 odbył się pierwszy wykład dla 21 osób z zakresu osteopatii, co było początkiem funkcjonowania American School of Osteopathy w Kirksville w Missouri. Nauczanie osteopatii przez Stilla wzbudzało kontrowersje ze względu na niektóre jego poglądy np. nauczał jakby poprzez potrząsanie dzieckiem może powstrzymać szkarlatynę lub wyleczyć (dziecko) z krztuśca w trzy dni przez wykręcenie jego szyi.  Stan Missouri uznał prawo do nadawania tytułu równoznacznego z tytułem medycznym, Still ustanowił tytuł D.O. (doktor osteopatii) a nie M.D. (doktor medycyny), samemu będąc pierwszą osobą, która ten tytuł uzyskała. Wraz z możliwością nadawania tytułów równoznacznych z medycznymi szkoła została przekształcona w uniwersytet medyczny o obecnej nazwie  A.T. Still University of Health Sciences.
W 1897 roku powstało stowarzyszenie American Osteopathic Association. W tym samym roku szkoła Stilla została powiększona o Kirksville College, o powierzchni 30000 stóp kwadratowych, w których 14 wykładowców nauczało 280 studentów z USA i Kanady. W Kirksvile Collega znajdował się jeden z pierwszych aparatów rentgenowskich w USA. W pierwszych latach działalności nauka cieszyła się zainteresowaniem i powstały szkoły filialne w innych stanach USA. Z czasem jednak, od drugiej dekady XX wieku, w związku z odkryciami związanymi z immunologią oraz kontrowersjami związanymi z niestosowaniem leków, osteopatia zaczęła tracić na znaczeniu. Obecnie w USA praktykuje 40000 osteopatów.  
W 1915 roku student Stilla – James Martin Littlejohn powołał Brytyjską Szkołę Osteopatii z siedzibą w Londynie, która zaczęła swoją działalność w 1917 roku. Początkowo szkoła prowadziła jedynie kursy oraz zajmowała się propagowaniem osteopatii ze względu na bardziej rygorystyczne niż w USA prawodawstwo dotyczące lekarzy oraz rozwój medycyny klasycznej w zakresie immunologii. 4-letnie studia uzupełniające dla lekarzy z zakresy osteopatii brytyjska szkoła zaczęła organizować w 1970. Nadawanie tytułów niemedycznych szkoła rozpoczęła w 2001 (licencjackie) i 2008 (magisterskie). Szkoła otrzymała prawo do nadawania tytułów medycznych w 2015 roku. a w 2017 zmieniła nazwę na University College of Osteopathy. W międzyczasie powstała konkurencyjna szkoła London College of Osteopathy, która organizowała studia podyplomowe dla dyplomowanych medyków z zakresu osteopatii.

## Osteopatia w Polsce
W Polsce nie ma regulacji prawnej ujmującej zawód osteopaty, specjalności medycznej z osteopatii. W związku w ramach polskiego szkolnictwa wyższego nie naucza się osteopatii. Szkolenie w Polsce odbywa się jednak poprzez filie szkół zagranicznych, z krajów w których zawód osteopaty jest sankcjonowany jako osobny, niemedyczny zawód, np. uczelni niemieckich. W Polsce istnieją również inne jednostki realizujące kursy podyplomowe, powiązane lub niepowiązane z nauczaniem w zakresie zawodów medycznych.
W 2005 r. powołano Towarzystwo Osteopatów Polskich.